# Swartzia cowanii
Swartzia cowanii är en ärtväxtart som beskrevs av Julian Alfred Steyermark. Swartzia cowanii ingår i släktet Swartzia och familjen ärtväxter. Inga underarter finns listade i Catalogue of Life.